# Jura (góry)
Jura – pasmo górskie biegnące wzdłuż granicy francusko-szwajcarskiej, znajdujące się na północny zachód od Alp.
Góry rozciągają się na długości 340 km od łuku Rodanu w okolicy Brégnier-Cordon na południowym zachodzie, po Baden i Dielsdorf w dolinie Renu na północnym wschodzie. Największą szerokość, ok. 70 km, osiągają pomiędzy jeziorem Neuchâtel a Besançon. Najwyższy szczyt (Crêt de la Neige) osiąga wysokość 1720 m n.p.m.
Od Alp oddzielają je (idąc od południa): dolina Rodanu, Jezioro Genewskie i Wyżyna Szwajcarska. Od położonych bardziej na północy Wogezów oddziela je Brama Burgundzka.

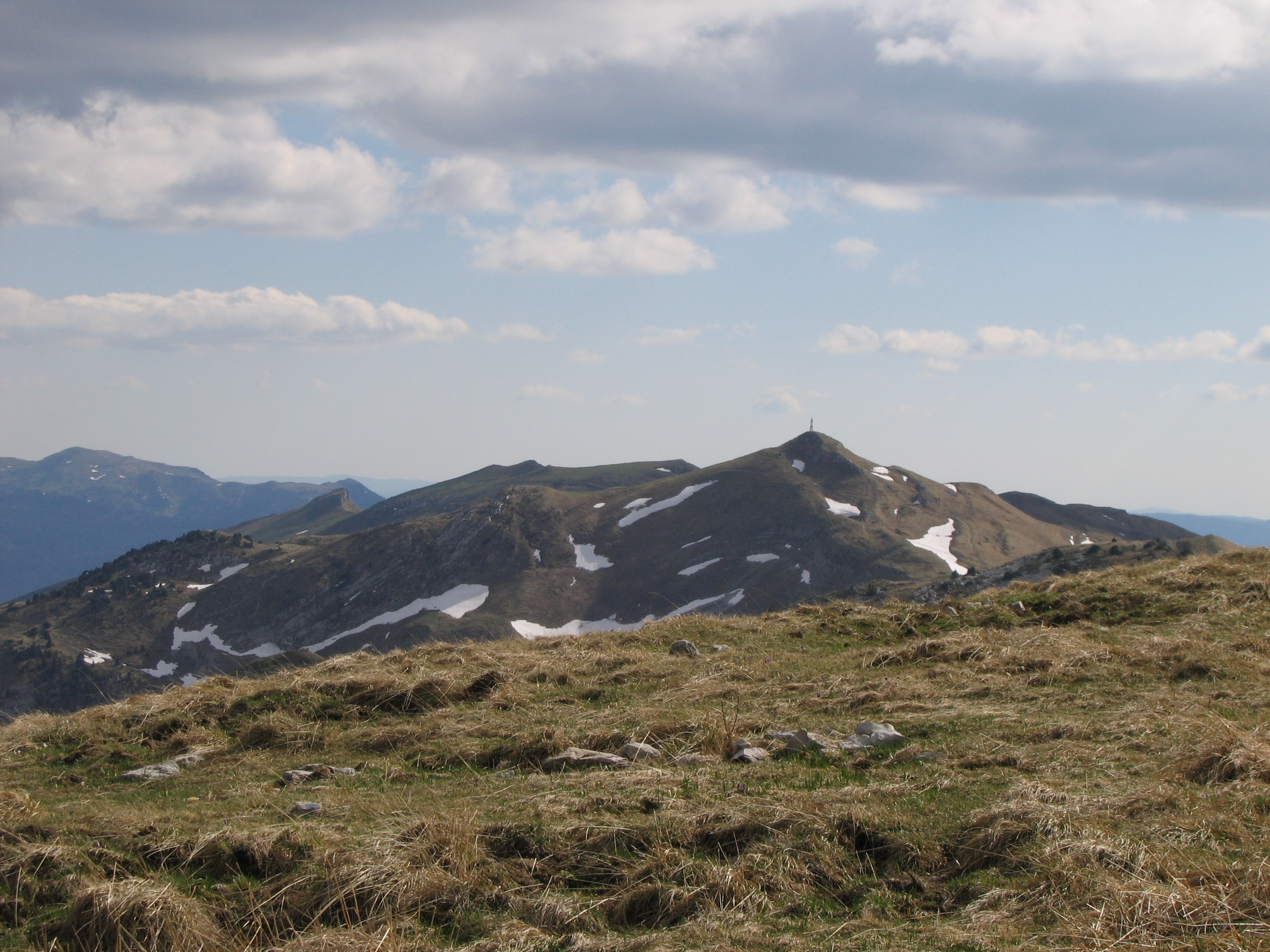
Le Reculet – 1717 m n.p.m.

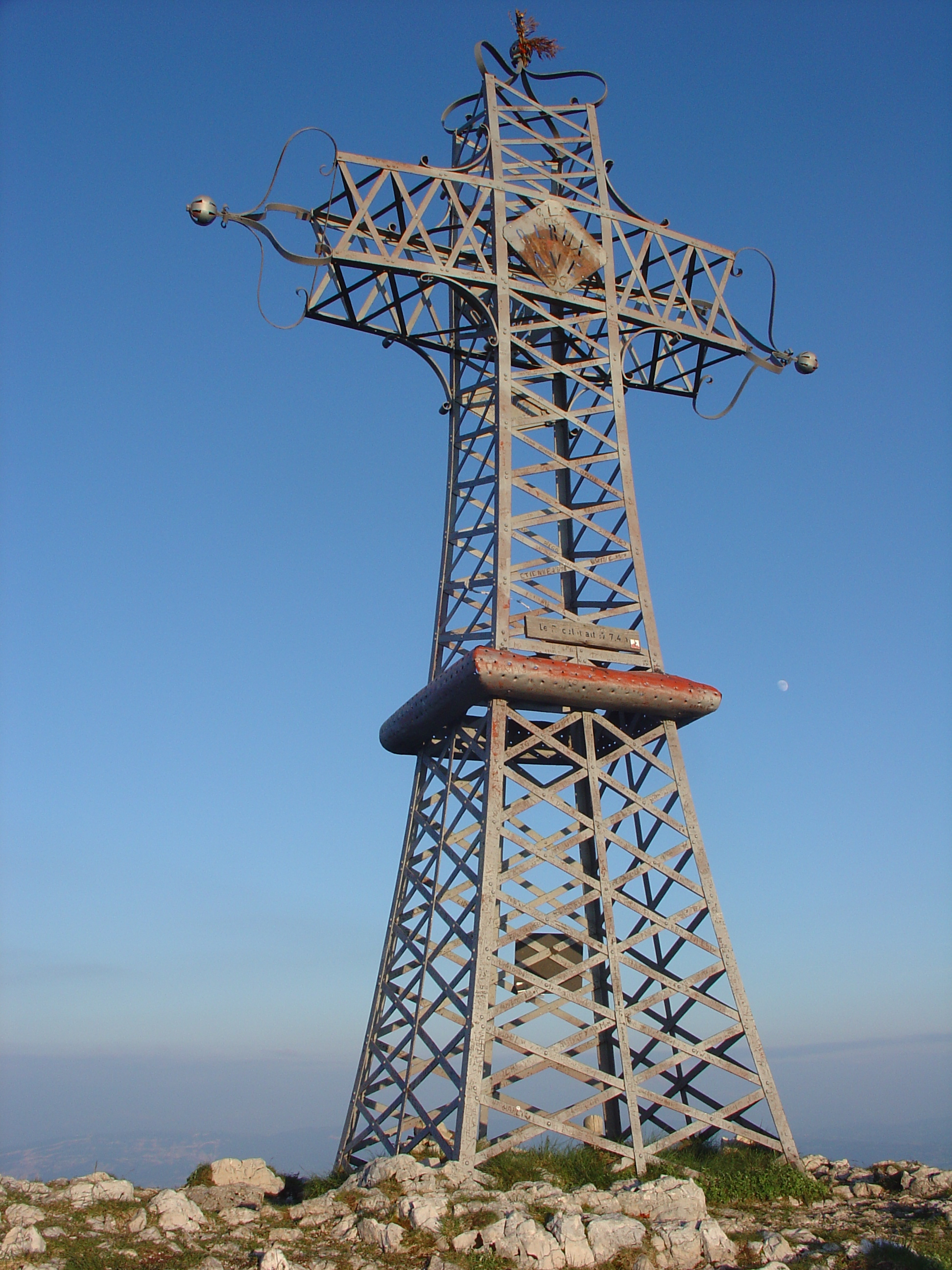
Le Reculet – krzyż na szczycie

Najwyższe szczyty Jury:
- 1720 m : Crêt de la Neige (Ain, Francja)
- 1717 m : Le Reculet (Ain, Francja)
- 1702 m : Grand Crêt (Ain, Francja) – czasami nie jest traktowany jako szczyt
- 1688 m : Colomby de Gex (Ain, Francja)
- 1679 m : Mont Tendre (Vaud, Szwajcaria)
- 1677 m : La Dôle (Vaud, Szwajcaria)
- 1621 m : Grand Crêt d'Eau (Ain, Francja)
- 1607 m : Chasseral (Berno, Szwajcaria)
- 1607 m : Le Chasseron (Vaud, Szwajcaria)
- 1540 m : Grand-Colombier (Ain, Francja)
- 1528 m : La Barillette (Vaud, Szwajcaria)